# Diffusionshypoxie
Diffusionshypoxie ist ein medizinischer Fachausdruck aus dem Gebiet der Anästhesiologie. Bei Beendigung einer Inhalationsnarkose kann es durch die schnelle Rückdiffusion von Lachgas in die Alveolen zu einer Abnahme des Sauerstoffpartialdruckes und damit zu einer Hypoxie (Sauerstoffmangel) kommen.  Dies wird durch Sauerstoffbeatmung zum Narkoseende zuverlässig vermieden.